# Boussenac
Boussenac település Franciaországban, Ariège megyében. Lakosainak száma 243 fő (2022. január 1.). Boussenac Biert, Le Bosc, Esplas-de-Sérou, Massat, Saurat és Sentenac-de-Sérou községekkel határos.

## Népesség
A település népességének változása:
| Lakosok száma | 306  | 213  | 172  | 187  | 190  | 203  | 214  | 213  | 223  | 243  |
|               | 1968 | 1982 | 1990 | 2006 | 2012 | 2015 | 2017 | 2019 | 2020 | 2022 |